# Chen Qimei
Chen Qimei (förenklad kinesiska: 陈其美; traditionell kinesiska: 陳其美; pinyin: Chén Qíměi; 17 januari 1878 – 18 maj 1916), artighetsnamn Yingshi (英世) var en kinesisk revolutionär aktivist och nyckelperson "Green Gang", Yat-sen, nära politisk allierad till Sun Yat-sen, och tidig mentor för Chiang Kai-shek. Han var som en av grundarna av Republiken Kina, och farbror till Chen Guofu och Chen Lifu.
Han är född i Wuxing, Zhejiang, Kina, och reste till Japan för studier 1906 och gick där med kinesiska Tongmenghui. Chen blev vän med Chiang Kai-shek i Zhejiang 1908 och tog Chiang in i Tongmenghui.
1911, efter Wuchang-upproret, ockuperade Chens styrkor Shanghai. Han blev sedan militärguvernör i regionen. Han flydde till Japan med Sun Yat-sen när revolutionen mot Yuan Shikais diktatur misslyckades. De bildade därefter det kinesiska revolutionära partiet, som senare blev Kuomintang, eller det kinesiska nationalistpartiet. När han återvände till Shanghai för en ny revolutionsrunda blev han mördad på Yuans order den 18 maj 1916. Mordet tros ha utförts av Zhang Zongchang, en general lojal till Yuan.
Chen uppfattas som en av de tidiga revolutionära hjältarna och en av grundarna till Republiken Kina. Han var också den äldsta medlemmen som senare kom att kallas Chen-familjen, en av de fyra mäktigaste och mest inflytelserika familjerna vid den tiden. Universitetet som ursprungligen var uppkallat efter honom har idag blivit en del av Fudanuniversitetet och Zhejianguniversitetet efter det kinesiska inbördeskriget. Ett monument av honom finns i Huzhou, Zhejiang, Kina.